# Waldbronn
Waldbronn este o comună din landul Baden-Württemberg, Germania.